# یادیرا سیلوا
یادیرا سیلوا (انگلیسی: Yadira Silva؛ زادهٔ ۲۴ دسامبر ۱۹۸۵) یک بازیکن تنیس روی میز اهل مکزیک است.